# Наклз (телесеріал)
Наклз (англ. Knuckles) — американський художній телесеріал, спін-офф серії фільмів «Їжак Сонік», створений телестудією, Paramount Pictures і випущений на стрімінговий сервіс, Paramount+.
Дія телесеріалу відбувається між подіями фільмів «Їжак Сонік 2» (2022) і «Їжак Сонік 3» (2024), та оповідає про єхідне Наклзе, який навчає заступника шерифа Уейда Уіппла навичкам воїна Єхидни.
Прем'єра «Наклза» відбулася 26 квітня 2024 року із шістьма епізодами, які складають перший сезон. За перші вихідні він став найпопулярнішим оригінальним телесеріалом на Paramount+.
В цілому телесеріал отримав позитивні відгуки критиків, які хвалили бойові сцени та гру Ідріса Ельби і Адама Паллі, хоча деякі критикували його за сценарій та за недостатню опрацьованість персонажів.

## Синопсис
Наклз погоджується зробити Уейда своїм протеже і навчити його шляхи воїна Єхидні.

## У ролях

### Ролі озвучували
- Ідріс Ельба — Єхидна Наклз[4][5].
- Бен Шварц — Їжак Сонік.
- Коллін О’Шонессі — Майлз «Тейлз» Прауер.
- Крістофер Ллойд — Пачакамак.

### Акторський склад
- Адам Паллі — Уейд Уіппл.
- Тіка Самптер — Медді Ваковськи.
- Еді Паттерсон — Ванда Уіппл.
- Джуліан Барратт — TBA.
- Кід Каді — Агент Мейсон.
- Еллі Тейлор — TBA.
- Рорі Макканн — «Продавець».
- Кері Елвіс — Піт «Пістол» Уіппл.
- Стокард Ченнінг — Венді Уіппл.
- Пол Шеєр — TBA.
- Роб Хюбель — TBA.

## Список серій
| № серії | Назва серії                                                                  | Режисер(и)    | Сценарист(и)      | Оригінальна дата виходу |
| ------- | ---------------------------------------------------------------------------- | ------------- | ----------------- | ----------------------- |
| 1       | «Воїн» «The Warrior»                                                         | Джефф Фаулер  | Джон Віттінтон    | 26 квітня 2024          |
| 2       | «І не кажи, що я тебе не прикривав» «Don't Ever Say I Wasn't There For You»  | Гед Райт      | Джон Віттінтон    | 26 квітня 2024          |
| 3       | «Шаббатна вечеря» «The Shabbat Dinner»                                       | Брендон Трост | Брайан Шектер     | 26 квітня 2024          |
| 4       | «Полум'я катастрофи» «The Flames of Disaster»                                | Йорма Такконе | Джеймс Мадейський | 26 квітня 2024          |
| 5       | «Ріно, дітка!» «Reno, Baby!»                                                 | Керол Банкер  | Брайан Шектер     | 26 квітня 2024          |
| 6       | «Що сталося в Ріно, залишиться в Ріно» «What Happens in Reno, Stays in Reno» | Керол Банкер  | Джон Віттінтон    | 26 квітня 2024          |

## Відгуки
Kotaku в своєму рейтингу фільмів та серіалів за франшизою Sonic the Hedgehog поставив «Наклза» на останнє місце, розкритикувавши за надмірний акцент уваги на людських персонажах та жарти, що відсилають до застарілої поп-культури. Редакція назвала серіал «не тільки найнижчою точкою цієї ітерації Соніка, але й одним із найслабших творів франшизи».